# Савинский, Василий Евмениевич
Васи́лий Евме́ниевич Сави́нский (рус. дореф. Василій Евменіевичъ Савинский; 24 марта 1859, Санкт-Петербург — 20 февраля 1937, Ленинград) — русский живописец и график, сторонник академизма, весомая фигура среди петербургских художников времён контрреформ и Серебряного века, близкий ученик и друг Павла Чистякова, педагог; мастер портрета и пейзажа, также работал как исторический живописец. Академик (с 1906) и действительный член (с 1911) Императорской Академии художеств, преподаватель Училища барона Штиглица (в 1889–1916), Высшего художественного училища и преемственных учреждений (в 1890–1930), статский советник. Заслуженный художник РСФСР (1929).

## Биография
Родился в семье чиновника хозяйственного департамента Министерства внутренних дел.
Учился в Императорской Академии художеств (1875–1882) у П. П. Чистякова. Получал награды Академии: малая серебряная (1877), малая серебряная (1878), две большие серебряные медали (1879), малая золотая медаль (1881) за программу «Вулкан приковывает Прометея». Получил большую золотую медаль (1882) за картину «Больной князь Пожарский принимает Московских послов» и звание классного художника 1-й степени. Находился за границей (1882—1888) как пенсионер Академии художеств.
Похоронен на Смоленском православном кладбище (уч. 40; Петровская дорожка).

### Работа
- С 1888 года — преподаватель в Центральном училище технического рисования Штиглица[3].
- 1889–1930 — преподаватель Петербургской Академии художеств.
- С 1911 года — действительный член Петербургской Академии художеств.
- С 1911 по 1930 год — бессменный руководитель мастерской Академии. Именно в этот период он ввёл там свою систему преподавания, восстановив, в частности, занятия в гипсо-фигурных классах, упразднение которых в 1892 году обусловило появление в мастерских большого числа профессионально неполноценных учеников.

## Ученики
В преподавании — последователь педагогической системы Чистякова. Добивался от учеников глубокого изучения натуры, строгого анализа формы, дисциплины рисунка и точной передачи природных цветовых отношений.
Его ученики: И. И. Бродский, А. А. Рылов, И. Г. Дроздов, М. Г. Манизер, М. Н. Панин, Вл. А. Серов, П. А. Шиллинговский, Ю. М. Непринцев, К. Е. Миесниек, И. Н. Шульга, Б. В. Пестинский, И. П. Степашкин (писавший своего учителя в 1930 году), Я. Тильбергс, А. А. Шовкуненко и многие другие.

## Галерея

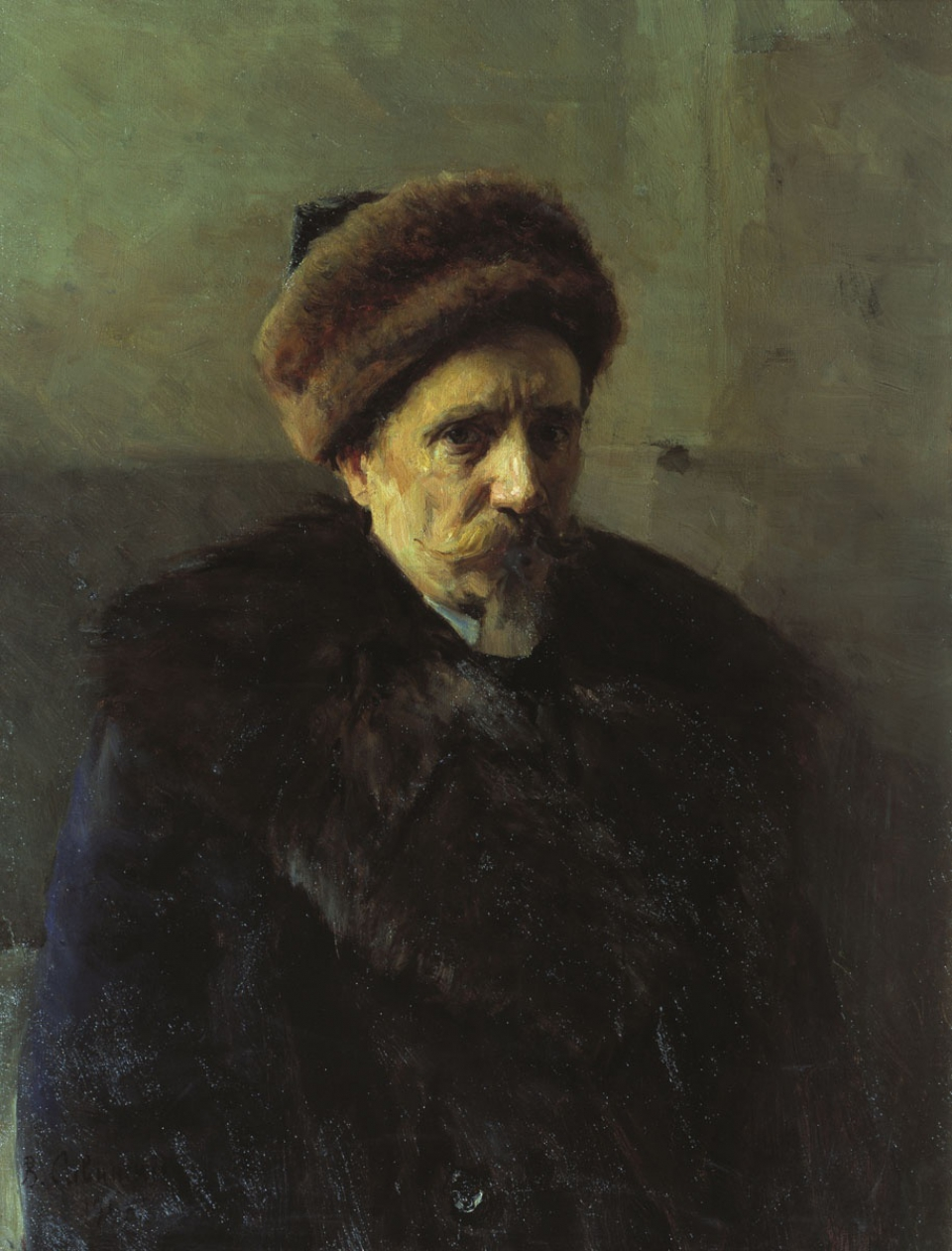
Автопортрет (1905)
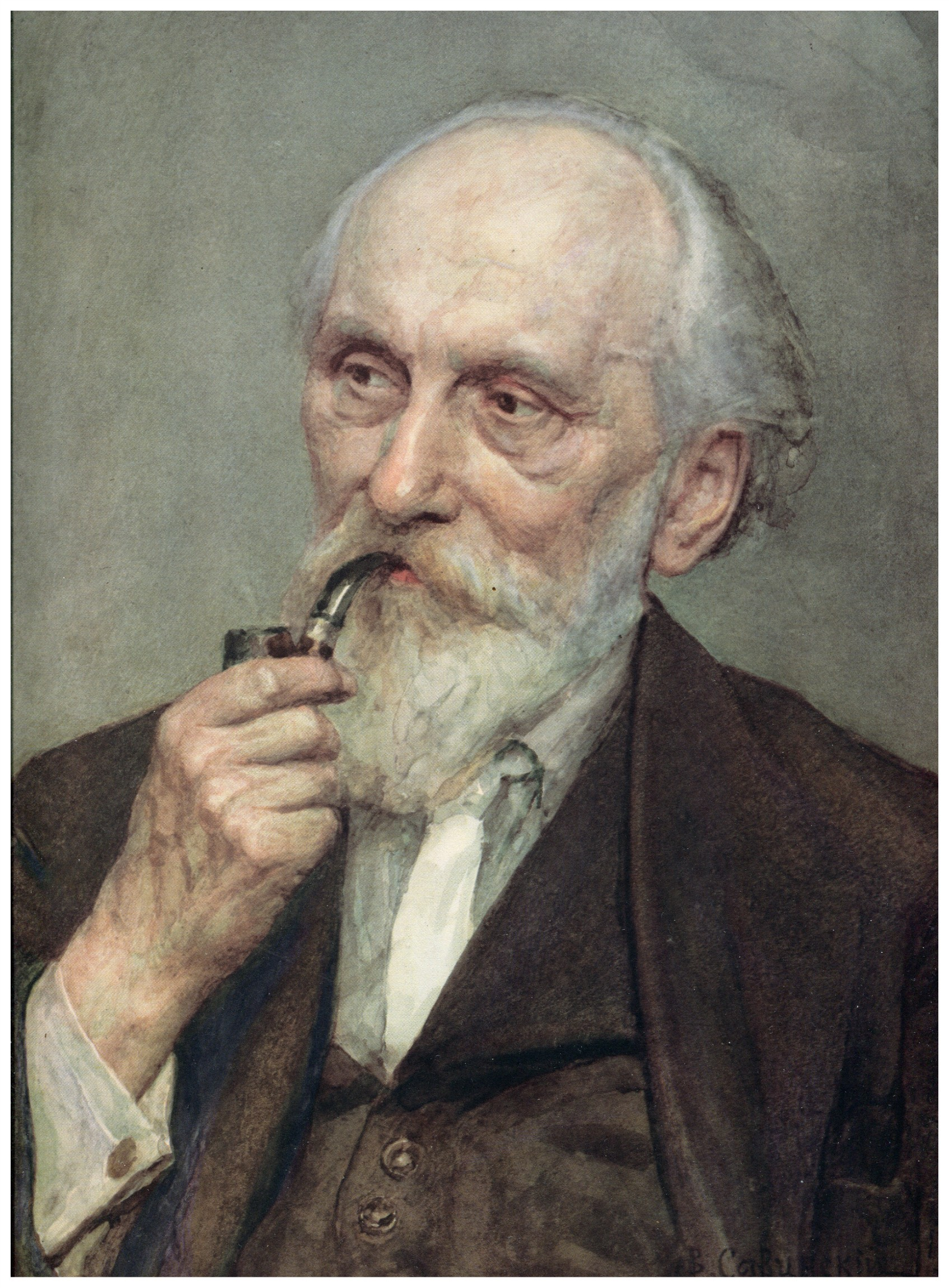
Портрет скульптора Роберта Романович Баха (1927)
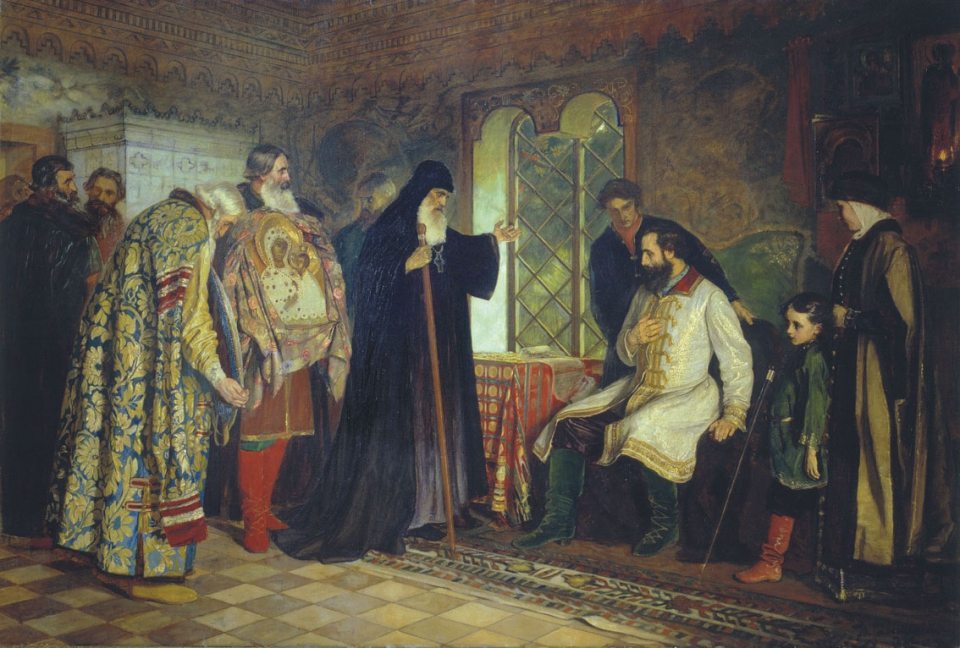
Нижегородские послы у князя Дмитрия Пожарского (1882)
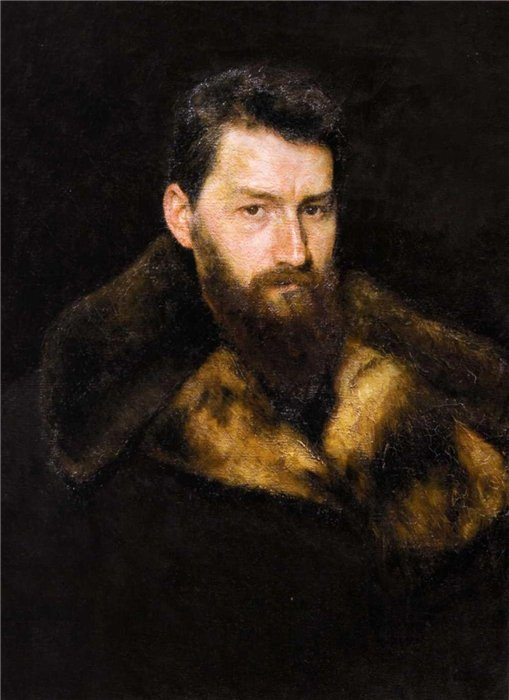
Портрет художника Исаака Лейбовича Аскназия (1885)
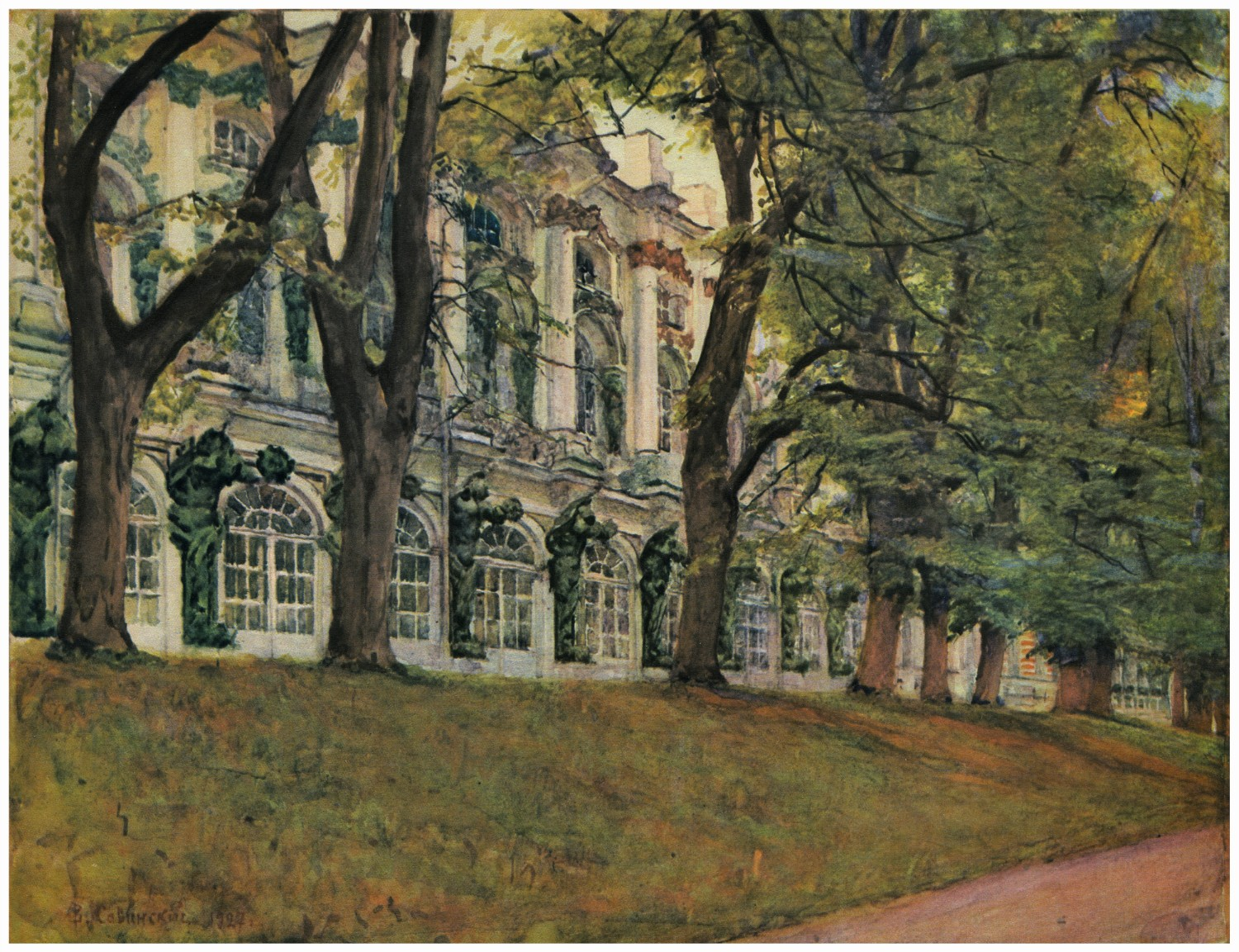
Екатерининский дворец (1927, акварель)

## Публикации
- Чистяков П. П., Савинский В. Е. Переписка 1883–1888 гг. : Воспоминания / П. П. Чистяков и В. Е. Савинский; ред. и комментарии И. А. Бродского и М. С. Коноплевой. — Л. ; М. : Искусство, 1939. — 328 с., 8 л. вкл. л. ил. и портр. : ил., портр. — OCLC 7270677.
- Савинский В. Е. Рисунки и акварели : альбом / автор текста Г. Г. Серова. — Л. : Художник РСФСР, 1963. — 20 с., 20 л. отд. л. ил. в папке.